# Зановец
Зановец или Гроздана (Cytisus) – род храсти или полухрасти от семейство бобови. Съществуват около 150 вида в Европа, Северна Африка и Западна Азия, в България – 4 вида. Медоносни, някои видове са отровни, има и декоративни и медицински.